# Shift JIS
Shift JIS (Shift Japanese Industrial Standards, también SJIS, nombre MIME Shift_JIS) es una codificación de caracteres para el idioma japonés, desarrollada originalmente por la empresa japonesa ASCII Corporation en conjunto con Microsoft y normalizada como JIS X 0208 Appendix 1.